# 135-я танковая бригада
135-я танковая Константиновская Краснознаменная ордена Кутузова бригада  — танковая бригада Красной армии в годы Великой Отечественной войны.
Сокращённое наименование — 135 тбр.

## Формирование и организация
135-я танковая бригада начала формироваться на основании Директивы НКО № 723499сс от 15.02.1942 г. Сформирована в период с 13 марта по 16 июля 1942 г. К 15 марта 1942 г. в г. Борисоглебск прибывают несколько штабных офицеров и личный состав некоторых подразделений бригады: 1-го и 2-го танковых батальонов, рота управления и технического обеспечения, зенитной и истребительно-противотанковой батарей, медсанвзвода
Начала формироваться на станции Некрылово Новохоперского района, Воронежской обл. Там солдаты и офицеры разместились в лесу в оборудованных землянках. Бригада еще не имеет материальной части. Она доукомплектовывается личным составом, занимается боевой и тактической подготовкой на местности.
12 июня 1942 г. передислоцировалась в Горький, где закончила формирование 16 июля 1942 г. Здесь она наконец-то получает боевую технику - легкие танки Т-70 и автомобили производства местного автозавода, а также средние танки Т-34, артиллерийские орудия. В пригородной зоне этого большого промышленного города на Волге личный состав продолжает боевую учебу, теперь уже осваивая и новое оружие
27 июля 1942 г. бригада прибыла в район ст. Кубарле Ростовский обл. и вошла в состав 51-й армии Юго-Западного фронта. 5 августа 1942 г. на основании Директивы Ставки ВГК № 170554 от 05.08.1942 в результате разделения Сталинградского фронта на Сталинградский и Юго-Восточный, бригада включена в состав 51-й А Юго-Восточного фронта.
22 сентября 1942 г. бригада вышла из подчинения 51-й армии Юго-Восточного фронта и подчинена Сталинградскому фронту. 27 октября 1942 г. бригада вышла в резерв Ставки ВГК на доукомплектование, включена в состав 23-го тк и выведена в Татищевский ТВЛ (Приволжский ВО).
21 декабря 1942 г. бригада в составе 23-го тк вошла в состав войск Юго-Западного фронта. С 27 декабря 1942 г. была подчинена 3-й гв. армии, с февраля 1943 г. - 5-й ТА, с 12 марта по 12 июля 1943 г. - в резерве фронта, с 18 июля 1943 г. - 1-й гв. армии, с 25 июля 1943 г. - в резерве фронта, с 4 сентября 1943 г. - 3-й гв. армии.
2 октября 1943 г. бригада в составе 23-го тк 17 октября 1943 г. выведена в резерв 3-го Украинского фронта на доукомплектование.
2 ноября 1943 г. бригада в составе 23-го тк оперативно подчинена 46-й армии 3-го Украинского фронта. 26 ноября 1943 г. бригада в составе 23-го тк переподчинена 8-й гв. армии 3-го Украинского фронта.
С 23 декабря 1943 г. по 24 февраля 1944 г. бригада в составе 23-го тк в резерве 3-го Украинского фронта на доукомплектовании.
С 25 февраля 1944 г. вела боевые действия в составе фронта.
4 июня 1944 г. приказом Ставки ВГК бригада в составе 23-го тк переподчинена 2-му Украинскому фронту.
25 января 1945 г. бригада в составе 23-го тк вошла в состав войск 3-го Украинского фронта и подчинена 4-й гв. армии.
22 марта 1945 г. бригада в составе 23-го тк подчинена 2-му Украинскому фронту и вела бои в составе 45  и 46-й армий, с 14 апреля 1945 г. в резерве фронта.

## Боевой и численный состав
Бригада формировалась по штатам по штатам №№ 010/280-010/287 от 14.07.1942 г.:
- Управление бригады [штат № 010/280]
- 337-й отд. танковый батальон [штат № 010/281]
- 338-й отд. танковый батальон [штат № 010/282]
- Моторизованный стрелково-пулеметный батальон [штат № 010/283]
- Противотанковая батарея [штат № 010/284]
- Рота управления [штат № 010/285]
- Рота технического обеспечения [штат № 010/286]
- Медико-санитарный взвод [штат № 010/287]

Директивой НКО УФ2/884 от 25.10.1942 г. переведена на штаты №№ 010/270-010/277 от 31.07.1942:
- Управление бригады [штат № 010/270]
- 1-й отд. танковый батальон [штат № 010/271]
- 2-й отд. танковый батальон [штат № 010/272]
- Мотострелково-пулеметный батальон [штат № 010/273]
- Истребительно-противотанковая батарея [штат № 010/274]
- Рота управления [штат № 010/275]
- Рота технического обеспечения [штат № 010/276]
- Медико-санитарный взвод [штат № 010/277]

Директивой ГШКА № орг/3/2465 от 19.06.1944 г. переведена на штаты №№ 010/500-010/506:
- Управление бригады [штат № 010/500]
- 1-й отд. танковый батальон [штат № 010/501]
- 2-й отд. танковый батальон [штат № 010/501]
- 3-й отд. танковый батальон [штат № 010/501]
- Моторизованный батальон автоматчиков [штат № 010/502]
- Зенитно-пулеметная рота [штат № 010/503]
- Рота управления [штат № 010/504]
- Рота технического обеспечения [штат № 010/505]
- Медсанвзвод [штат № 010/506]

## Подчинение
Периоды вхождения в состав Действующей армии:
- с 12.07.1942 по 28.10.1942 года.
- с 31.12.1942 по 09.05.1945 года.

| Дата             | Фронт (округ)             | Армия                 | Корпус               | Дивизия | Бригада | Примечания |
| ---------------- | ------------------------- | --------------------- | -------------------- | ------- | ------- | ---------- |
| 01.03.1942 года  | Приволжский военный округ |                       |                      |         |         |            |
| 01.04.1942 года  | Приволжский военный округ |                       |                      |         |         |            |
| 01.05.1942 года  | Приволжский военный округ |                       |                      |         |         |            |
| 01.06.1942 года  | Приволжский военный округ |                       |                      |         |         |            |
| 01.07.1942 года  | Московский военный округ  |                       |                      |         |         |            |
| 01.08.1942 года  | Сталинградский фронт      | 51-я армия            |                      |         |         |            |
| 01.09.1942 года  | Приволжский военный округ |                       |                      |         |         |            |
| 01.10.1942 года  | Приволжский военный округ |                       |                      |         |         |            |
| 01.11.1942 года  | Приволжский военный округ |                       | 23-й танковый корпус |         |         |            |
| 01.12.1942 года  | Приволжский военный округ |                       | 23-й танковый корпус |         |         |            |
| 01.01.1943 года  | Юго-западный фронт        |                       | 23-й танковый корпус |         |         |            |
| 01.02.1943 года  | Юго-западный фронт        | 3-я гвардейская армия | 23-й танковый корпус |         |         |            |
| 01.03.1943 года  | Юго-западный фронт        |                       | 23-й танковый корпус |         |         |            |
| 01.04.1943 года  | Юго-западный фронт        |                       | 23-й танковый корпус |         |         |            |
| 01.05.1943 года  | Юго-западный фронт        |                       | 23-й танковый корпус |         |         |            |
| 01.06.1943 года  | Юго-западный фронт        |                       | 23-й танковый корпус |         |         |            |
| 01.07.1943 года  | Юго-западный фронт        |                       | 23-й танковый корпус |         |         |            |
| 01.08.1943 года  | Юго-западный фронт        |                       | 23-й танковый корпус |         |         |            |
| 01.09.1943 года  | Юго-западный фронт        |                       | 23-й танковый корпус |         |         |            |
| 01.10.1943 года  | Юго-западный фронт        |                       | 23-й танковый корпус |         |         |            |
| 01.11.1943 года  | 3-й Украинский фронт      |                       | 23-й танковый корпус |         |         |            |
| 01.12.1943 года  | 3-й Украинский фронт      |                       | 23-й танковый корпус |         |         |            |
| 01.01.1944 года  | 3-й Украинский фронт      |                       | 23-й танковый корпус |         |         |            |
| 01.02.1944 года  | 3-й Украинский фронт      |                       | 23-й танковый корпус |         |         |            |
| 01.03.1944 года  | 3-й Украинский фронт      |                       | 23-й танковый корпус |         |         |            |
| 01.04.1944 года  | 3-й Украинский фронт      |                       | 23-й танковый корпус |         |         |            |
| 01.05.1944 года  | 3-й Украинский фронт      |                       | 23-й танковый корпус |         |         |            |
| 01.06.1944 года  | 3-й Украинский фронт      |                       | 23-й танковый корпус |         |         |            |
| 01.07.1944 года  | 2-й Украинский фронт      |                       | 23-й танковый корпус |         |         |            |
| 01.08.1944 года  | 2-й Украинский фронт      |                       | 23-й танковый корпус |         |         |            |
| 01.09.1944 года  | 2-й Украинский фронт      |                       | 23-й танковый корпус |         |         |            |
| 01.10.1944 года  | 2-й Украинский фронт      |                       | 23-й танковый корпус |         |         |            |
| 01.11.1944 года  | 2-й Украинский фронт      |                       | 23-й танковый корпус |         |         |            |
| 01.12.1944 года  | 2-й Украинский фронт      |                       | 23-й танковый корпус |         |         |            |
| 01.01.1945 года. | 2-й Украинский фронт      |                       | 23-й танковый корпус |         |         |            |
| 01.02.1945 года. | 3-й Украинский фронт      |                       | 23-й танковый корпус |         |         |            |
| 01.03.1945 года. | 3-й Украинский фронт      |                       | 23-й танковый корпус |         |         |            |
| 01.04.1945 года. | 2-й Украинский фронт      | 46-я армия            | 23-й танковый корпус |         |         |            |
| 01.05.1945 года. | 2-й Украинский фронт      |                       | 23-й танковый корпус |         |         |            |

## Командиры

### Командиры бригады
- Челночников Павел Иванович, старший батальон. комиссар,  врио, 09.03.1942 - 07.05.1942 года.
- Секунда Наум Маркович, майор, врио, 07.05.1942 - 10.07.1942 года.
- Силин Михаил Александрович, подполковник, ид, 10.07.1942 - 22.07.1942 года.[2]
- Силин Михаил Александрович, подполковник (06.08.1942 погиб в бою), 22.07.1942 - 06.08.1942  года.
- Секунда Наум Маркович, майор, врио, 06.08.1942 - 08.09.1942 года.
- Филатов Василий Романович  , майор, с 20.10.1942 подполковник, ид 08.09.1942 - 16.02.1943 года.[3]
- Филатов Василий Романович  , подполковник (снят с должности)16.02.1943 - 12.02.1943 года.
- Безнощенко Михаил Захарович, подполковник, ид, 12.02.1943 - 24.06.1943 года.[4]
- Безнощенко Михаил Захарович, подполковник, с 21.02.1944 полковник (убыл на учебу)24.06.1943 - 20.02.1945 года.
- Харчевников Иван Митрофанович, полковник, 00.03.1945 - 00.04.1945 года.
- Шевцов Андрей Сидорович, подполковник.22.01.1945 - 07.04.1945 года.[5]
- Гончарук Владимир Митрофанович, полковник, ид, 30.04.1945 - 10.06.1945 года.[6]

### Начальники штаба бригады
- Смирнов Владимир Иванович, майор, 15.07.1942 - 12.02.1943 года.[7]
- Утенков Василий Сергеевич, подполковник, 12.02.1943 - 25.09.1943 года.[8]
- Трушин Пётр Васильевич, майор,на август 1943 года.
- Колесов Иван Иванович, майор, 25.09.1943 - 04.12.1943[9]
- Наумов Фёдор Петрович (Павлович), подполковник (12.11.1942 погиб в бою - ОБД), 04.12.1943 - 04.11.1944 года.[10]
- Лапшин Иван Петрович, майор, 12.11.1944 - 12.12.1944 года.[11]
- Зубков Константин Алексеевич, подполковник, 12.12.1944 - 10.06.1945  года.[12]

### Заместитель командира бригады по строевой части
- Секунда Наум Маркович, майор, с 11.01.1943 подполковник, 05.04.1942 - 12.02.1943 года.
- Зенкевич, майор, 12.02.1943 года.

### Начальник политотдела, заместитель командира по политической части
- Жураковский Степан Васильевич, батальон. комиссар. 19.03.1942 - 01.08.1942 года.
- Добрынин Николай Павлович, батальон. комиссар, с 08.12.1941 подполковник, 01.08.1942 - 19.04.1943 года.
- Семенов Александр Дмитриевич, майор, 19.04.1943 - 16.06.1943 года.
- Челноков Павел Иванович, майор, с 19.06.1943 подполковник, 16.06.1943 - 21.07.1944 года.
- Майков Александр Павлович, майор, с 07.09.1944 подполковник, 21.07.1944 - 14.09.1944 года.
- Кальварский Георгий Яковлевич, майор, 14.09.1944 - 06.10.1944 года.
- Шамонин Иван Сергеевич, подполковник, 06.10.1944 - 11.08.1945 года.

## Боевой путь

### 1942
С июля по сентябрь 1942 года бригада принимала участие в оборонительных боях на южном направлении в составе Юго-Западного, Сталинградского и Юго-Восточного фронтов. Вечером 29 июля 1942 года бригада получила приказ командования 51-й Армии о наступлении в направлении населенных пунктов Батлаевская, Крепянка, Ново-Московский, и с утра должна была атаковать противника с исходного рубежа Немецко-Потаповская. Но затем поступил другой приказ из штаба 51-й Армии. Наступление переносилось на 13.00, а выдвигаться на исходную предписывалось с утра. За выдвижением на исходные позиции наблюдали немецкие самолеты-разведчики. Они несколько раз вызывали бомбардировщики, поэтому еще до момента начала атаки наши танки несколько раз попадали под бомбежку.В 13.00 танки пошли в атаку. Наткнулись на сильную подготовленную оборону с большим количеством танков и противотанковой артиллерии. Немцы пропустили наши танки вглубь своей обороны, где они попали в «огневой мешок».В этой ситуации наши танкисты 1-го и 2-го батальонов под командованием капитана Абрамова и майора Мезенцева проявили отвагу и мужество. О потерях не говорится, но приводится пример взвода танков Т-70 под командованием лейтенанта Н.Е. Глухова. Потеряв все танки, танкисты взвода сняли с них пулеметы, а потом гранатами и огнем этих пулеметов отбивались от наседавших немцев, нанося им большие потери. После неудачного контрудара 30 июля 1942 года, бригада во взаимодействии со 115-й кавалерийской дивизией заняла оборону в районе Ново-Николаевки. Танкисты 337-го и 338-го танковых батальонов 135-й бригады, пехотинцы мотострелково-пулеметного батальона капитана Капусты оборону держали прочно. 1 августа 1942 года 51-я армия передается в оперативное подчинение Сталинградского фронта.135-я танковая бригада после своего первого боя сохраняла боеспособность. Тяжелые оборонительные бои для нее начались 1 августа. Наши войска занимали оборону по северо-западной окраине села Ново-Николаевка. День начался с артиллерийской подготовки немцев. Но батальоны зарылись в землю и стойко выдержали огонь врага. Затем немцы бросили в атаку шесть танков и роту автоматчиков. Атаку отбили. В отражении атаки немцев главную роль сыграли 76-мм орудия противотанковой батареи капитана Шуралева. Капитан Шуралев приказал отрыть окопы и капониры для орудий в саду за окопами мотострелков. Это замаскировало артиллерийскую позицию до момента открытия огня и стало неприятным сюрпризом для немцев. Оставив на поле боя два подбитых танка и более половины роты солдат, противник отступил. Через несколько часов немцы опять атаковали. Снова на позиции бригады обрушился артиллерийский огонь, а затем нанесла удар авиация. Только после мощной артиллерийской и авиационной подготовки в атаку пошли 22 танка врага и батальон пехоты. Артиллеристы подбили еще 6 танков врага. Два часа продолжался бой. В строю остались лишь два орудия, но бригада позиции удержала. Немцам удалось прорваться на флангах, где их удары не выдержали соседи-конники. При этом они зашли в тыл нашим танкистам, где под их удар попал штаб 135-й бригады. Командный пункт бригады находился в 1 км позади оборонительных позиций на хуторе Зундов. На нем находился командир бригады подполковник Силин, оперативная группа штаба, комендантский и разведвзводы. По телефону командир бригады мог принимать донесения и руководить боем. Там был подготовлен полноценный узел обороны, отрыты щели, блиндажи, окопы. Оборону штаба усиливали два танка Т-34. Один был поврежден, но его мощное орудие могло вести огонь. Врытые в землю танки цементировали оборону штаба. Поэтому все атаки немцев на хутор были отражены с большими для него потерями. Позднее защитники хутора отошли к позициям своих мотострелков и танкистов.  Итогом дня стало окружение 135-й танковой бригады. Общие потери немцев за 1 августа 1942 года составили 10 танков, 2 бронемашины и до 200 солдат и офицеров. Танкисты не растерялись и в окружении. Они несколько дней отбивали атаки противника, а затем прорвали кольцо, и, пройдя с боями 50 км, соединились с основными силами 51-й армии.Выйдя из окружения, 135-я танковая бригада вела до 10.08.1942 г. упорные оборонительные бои в районе села Ремонтное Ростовской области.9 августа 1942 года на помощь ведущей тяжелые оборонительные бои подошел мотострелково-пулеметный батальон 155-й танковой бригады. С боями наши  части отходили с рубежа на рубеж в направлении Элисты. В Элисте  с начала августа находились тыловые и ремонтные подразделения 135-й бригады. Но 12.08.1942 г. Элисту пришлось оставить. 13 августа 1942 года 135-я бригада вместе с другими частями 51-й А отошла на рубеж Малые Дербеты,  Цулха, Цаган-Нур. 21 августа 135-я и 155-я танковые бригады получили приказание от командования фронтом — сдать всю боевую технику, кроме БТР и грузовиков, 125-му отдельному танковому батальону, а затем преодолеть своим ходом калмыцкие степи и через Сарпинские озера выйти к Волге у Енотаевки. Там танкисты переправились на левый берег широкой реки. В районе райцентра Хараболи они пополнили свои запасы продовольствия и ГСМ и далее снова своим ходом на бронетранспортерах и специальных автомобилях совершили марш в Среднюю Ахтубу. Где и сосредоточились 23 августа. Оттуда бригада была переброшена в район села Верхняя Ахтуба, которое находилось на противоположном от Сталинграда левом берегу Волги.На  участке села Рынок и Латошанка 135-я танковая.бригада. (без танков) заняла оборону на широком участке фронта по восточному берегу реки Волга (на рубеже Погромное — Старенький). В оперативное подчинение бригаде были выделены несколько пехотных, артиллерийских, минометных и танковых частей. В полосе ответственности бригады была создана прочная оборона. Оборудовались ротные и взводные опорные пункты с окопами полного профиля, блиндажами, капонирами, дзотами. Берег реки минировался. Устраивались инженерные препятствия: надолбы, колючая проволока. Артиллерия вела постоянный обстрел вражеских позиций. Шла постоянная разведка противоположного берега, было установлено боевое взаимодействие с Волжской военной флотилией. Противник неоднократно бомбил позиции бригады, через Волгу  шла постоянная минометная и артиллерийская перестрелка. В глубине обороны были созданы подвижные резервы. Они могли в самое короткое время выдвинуться на угрожаемый участок. Все опорные пункты были оснащены телефонной и радиосвязью. Бригада несла потери. Поэтому в дальнейшем, когда была учреждена медаль «За оборону Сталинграда», весь личный состав, участвовавший в боях, был по праву награжден этой медалью. Бригада занимала оборону на левом берегу Волги до 27 октября 1942 года, когда она передала свою полосу обороны 300-й стрелково.дивизии.
В период с 28.10 по 7.11 1942 года 135-я танковая бригада совершила марш на БТР и грузовиках из Верхней Ахтубы в район города Саратова, где она расположилась в населенных пунктах Губаревка, Широкое, Вязовка. Там до 15 декабря 1942 года происходило доукомплектование бригады танками, оружием и личным составом. Так в мотострелковый батальон прищла большая группа моряков из состава различных флотов со стажем службы от 2 до 8 лет. Чуть раньше, 23 августа 1942 года, бригаду уже пополнили восемь моряков из состава 66-й Особой морской стрелковой бригады. Позже бригада закончив доукомплектование была  включена в состав 23-го танкового корпуса генерал-майора танковых войск Ефима Григорьевича Пушкина.С 15 по 20.12 1942 она была отправлена из Саратова по железной дороге. 23-й ТК вошел в состав Донского фронта, 135-я бр. заняла оборону на внешнем кольце окружения в районе совхоза им.Ворошилова. Ей приходилось неоднократно отбивать попытки вражеских солдат выйти из окружения. Слабые физически, плохо вооруженные, малочисленные группы немцев уничтожались беспощадно.В начале января 1943 года 23-й ТК был передан в состав Юго-Западного фронта. На этом участие 135-й бригады в Сталинградской битве было завершено

### 1943
В январе выгрузившись из эшелонов на станции Качалино, бригады сначала совершили 50-километровый марш в район сосредоточения Вертячий, Песковатка. Оттуда личным распоряжением генерал-полковника А.М.Василевского корпус в течение дня 22 декабря совершил марш в район Ляпичев, затем был отправлен ночным маршем в район Сталинский. В новом районе корпус в течение трех дней занимал оборону в ожидании прорыва 6-й армии Паулюса из Сталинграда, который так и не последовал. После чего в течение недели корпус снова совершал непрерывные марши, попеременно входя в подчинение Донского и Юго-Западного фронтов, 5-й ударной, 5-й танковой и 3-й гвардейской армий. Намотав на гусеницы за 10 дней суммарно свыше 450 километров(в т.ч. 28 часов - ночью), форсировав реки Дон и Чир (причем отведенная корпусу переправа через р.Чир не держала танки, так что личному составу бригад в течение суток пришлось заниматься ее усилением), с совершенно измотанными механиками-водителями, 1-2 января нового 1943 года корпус прибыл в район сосредоточения Большинка в подчинение 3-й гвардейской армии генерал-лейтенанта Д.Д.Лелюшенко (Юго-Западный фронт). При погрузке в эшелоны пришлось оставить в местной запасной танковой бригаде восемь танков, сломавшихся по пути к станции погрузки (половина из них - 135-й танковой бригады). А уж в ходе дальнейшего многосоткилометрового марша путь корпуса к линии фронта оказался буквально усеян вышедшими из строя танками, бронеавтомобилями и автотранспортом.Всего по техническим неисправностям на протяжении пути были оставлены 48 танков и 6 бронеавтомобилей, причем опять половина танков пришлась на 135-ю бригаду.Приказом командира корпуса понесший на марше особенно большие потери 338-й танковый батальон сдал всю оставшуюся технику во второй, 337-й, батальон, а личный состав 338-го во главе со своим командиром, майором А.И.Мезенцевым, отправился собирать и ремонтировать разбросанные по маршруту неисправные танки корпуса. Таким образом, боевые действия бригада должна была вести лишь с одним сводным танковым (14 Т-34 и 15 Т-70) и моторизованным стрелково-пулеметным батальонами.

## Награды и наименования
| Награда (наименование)                   | Дата награждения                                                              | За что получена |
| ---------------------------------------- | ----------------------------------------------------------------------------- | --- |
| Почётное наименование «Константиновская» | присвоено приказом Верховного главнокомандующего № 9 от 08 сентября 1943 года | В ознаменование одержанной победы отличившимся в боях за овладение Донбассом и города Константиновка                                                    |
| Орден Красного Знамени                   | награждена указом Президиума Верховного Совета СССР от 15 сентября 1943 года  | За образцовое выполнение заданий командования в боях с немецкими захватчиками, за овладение городом Яссы и проявленные при этом доблесть и мужество     |
| Орден Кутузова II степени                | награждена указом Президиума Верховного Совета СССР от 5 апреля 1945 года     | За образцовое выполнение заданий командования в боях с немецкими захватчиками при овладении городом Дебрецен и проявленные при этом доблесть и мужество |

## Тактический знак
Тактическим знаком 23-го танкового корпуса являлся белый ромб обычно высотой 400 мм с буквами русского алфавита в центре. Буква «В» идентифицировала 3-ю танковую бригаду, буква «Г» — 39-ю, а буква «Д» — 135-ю ТБр. В правом нижнем углу относительно буквы наносилась небольшая арабская цифра, обозначавшая номер батальона. Например «В1» — 1-й батальон 3-й Танковой бригады 23-го танкового корпуса. Кроме тактического обозначения соединения на танк крупными цифрами наносился персональный идентификационный номер.

## Память
В сквере им. Шевченко города Константиновка стоит памятник освободителям  города - воинам-танкистам 135-й танковой бригады. На постамент водружен танк Т-70. Рядом с памятником уложены семь гранитных плит с фамилиями танкистов, погибших при освобождении Константиновки. Предположительно, памятник установлен в 1975-м году. Недалеко от монумента растет береза, которую посадил бывший командир 135-й танковой бригады Безнощенко Михаил Захарович.